# فريدريش هنسينغ
فريدريش فيلهلم هنسينغ (بالإنجليزية:Friedrich Wilhelm Hensing)، هَو طَبيب أَلماني، عَمل أستاذاً في الطِب والتَشريح في مدينة غيسن (بالألمانية:Gießen). وُلدَ فريدريش في 17 أبريل 1719، وَتوفي في 9 نوفمبر 1745 في مدينة غيسن.
سُمي الرباط الحجابي القولوني ب رِباط هَنسينغ نسبة لَه.

## حياته
هوَ ابن جون توماس هنسينغ، وزَوجته هيَ ماريا جولينا، وهي ابنَة فريدريك نيتش نائِب رئيس وَمساعد مُستشار المَحكمة في كُلية القانون في جامعة غيسن.

## منشوراته
- Dissertatio Inauguralis De Peritonaeo. Lammers, 1742.
- Denkmahl der Liebe. Hammer, 1744, 4 Seiten